# Barbara Anderson (actrice)
Pour les articles homonymes, voir Barbara Anderson et Anderson.
Barbara Anderson, née le 27 novembre 1945 à Brooklyn, New York, États-Unis, est une actrice américaine notamment connue dans le rôle de Eve Whitfield dans la série télévisée L'Homme de fer mais également pour ses apparitions dans le rôle de Mimi Davis, agent secret de la dernière saison de Mission impossible.

## Biographie
Barbara Anderson grandit à Brooklyn mais part dans son adolescence pour le Tennessee où elle est élue Miss Memphis. Après avoir déménagé pour Hollywood, elle fait une première apparition à la télévision dans un épisode de Star Trek, La Conscience du roi.
En 1966, elle tourne dans le pilote de Mannix.
En 1967, elle devient membre de l'équipe de la série télé L'Homme de fer où elle joue le rôle d'Eve Whitfield agent au service de Robert T. Dacier (rôle tenu par Raymond Burr). Elle y reste pour quatre saisons. Contrairement à ce qui fut souvent écrit, ce n'est pas son mariage qui mit fin à sa participation à la série mais un désaccord sur son salaire avec la production.
Elle fait son apparition dans la série Mission impossible dans le premier épisode de la dernière saison, Billard électronique (Break). Puis revient en guest-star dans plusieurs autres séries télé, comme Hawaï police d'État.
Elle a joué un rôle dans la série dérivée de L'Homme de fer : Amy Prentiss.
Sa dernière apparition à la télévision a lieu en 1993, dans Return of Ironside, où elle reprend le rôle de l'agent Whitfield.
Durant ses années d'activité, Barbara Anderson n'a jamais fait de cinéma, se consacrant exclusivement à la télévision.

## Filmographie
- 1966 : Le Virginien : Sarah Crayton
- 1966 : Jericho : Corporal Victoria Bannon
- 1966 : Star Trek: The Original Series : Lenore
- 1966-* 1967 : The Road West : Barbara / Susan Douglass
- 1967 : Laredo : Della Snilly
- 1967 : Mannix : Angela Dubrio
- 1967–1971 : Insight : Kathy
- 1967–1971 : L'Homme de fer : Officer Eve Whitfield
- 1970 : Paris 7000 : Ellen / Lee
- 1970 :  The Red Skelton Show : Rick's Moll
- 1970–1974 :  Marcus Welby, M.D. : Julie Haynes / Marcy
- 1972 : Mission impossible : Mimi Davis
- 1972 : les visions de la nuit ( Visions...) : Susan Schaeffer
- 1972 :Night Gallery : Leona Ogilvy
- 1973 : L'Homme qui valait trois milliards : Jean Manners
- 1973 : Les Créatures de l'ombre : Joan Kahn
- 1973 : Médecins d'aujourd'hui : Betty
- 1973 : The Wide World of Mystery : Maggie Clark
- 1974 : Owen Marshall, Counselor at Law : Carol
- 1974 :  Strange Homecoming : Elaine Halsey
- 1974 : Harry O : Dr. Noelle Kira
- 1975 : Amy Prentiss : Lenore
- 1975 : Police Story : Rita Wagner
- 1975 : You Lie So Deep, My Love : Susan Collins
- 1975 : L'Homme invisible : Paula Simon
- 1977 : Gibbsville
- 1977 :Wonder Woman : Maggie Robbins
- 1977 : Supersonique en péril (SST: Death Flight) : Carla Stanley
- 1977 : Switch : Dana Wallace
- 1978 : Doctors' Private Lives : Frances Latimer
- 1978 :  La croisière s'amuse : Karen Williamson
- 1979 : Hawaï police d'État : Dorothy Meighan[5]
- 1982 : Star of the Family
- 1983 : Simon et Simon  (épisode Design for killing) : Celeste Dunn
- 1988 : Bonanza: La nouvelle génération : Annabelle 'Annie' Cartwright
- 1993 : The Return of Ironside : Eve Whitfield

### Vie privée
Barbara Anderson s'est mariée le 15 juin 1971 avec l'acteur Don Burnett.